# Вибхаван, Пханкхам
Пханкхам Вибхаван (лаос. ພັນຄຳ ວິພາວັນ; род. 1951, Французский Лаос) — лаосский государственный и политический деятель. Премьер-министр Лаосской Народно-Демократической Республики с 22 марта 2021 по 30 декабря 2022 года.

## Карьера
Ранее — вице-президент Лаоса с 20 апреля 2016 по 22 марта 2021 года. В декабре 2022 года ушёл в отставку с поста премьер- министра страны по состоянию здоровья.